# Michael Collins (film)
Michael Collins è un film del 1996 diretto da Neil Jordan, incentrato sulla figura del patriota irlandese Michael Collins (interpretato da Liam Neeson) e sul ruolo da lui svolto nella lotta per l'indipendenza dell'Irlanda dal Regno Unito.
Il film vinse il Leone d'Oro per il Miglior Film alla 53ª edizione della Mostra Internazionale d'Arte Cinematografica della Biennale di Venezia, e Liam Neeson si aggiudicò la Coppa Volpi per la Migliore Interpretazione Maschile.

## Trama
Il film riprende la storia, romanzandola, della nascita della Repubblica d'Irlanda.
Un gruppo di giovani oppositori, di cui Michael Collins è il capo militare, compie azioni di resistenza contro il governo inglese in Irlanda. A capo della parte politica c'è De Valera, un politico machiavellico, egoista e probabilmente un maniaco-depressivo, che teme più di tutto il potere e la popolarità di Collins.  Per queste ragioni, De Valera causa la disastrosa guerra civile che segue l'indipendenza del nuovo stato Irlandese.
Dopo alterne fortune e attentati sanguinosi, a cui fanno seguito reazioni altrettanto cruente, gli Inglesi accettano una trattativa a Londra alla quale partecipa una delegazione con a capo Collins. Dopo molti e inutili tentativi Collins è costretto ad accettare un accordo con cui si stabilisce il riconoscimento dell'autonomia dell'Irlanda, però senza l'Irlanda del Nord, rinunciando alla repubblica ma con il giuramento di fedeltà al re. Però l'accordo porta all'Irlanda molte più concessioni di quante ne avesse chieste Collins su suggerimento di De Valera, anche se De Valera lo negherà per il resto della vita.
La fazione facente capo a De Valera in Parlamento perde per sette voti e ritira i suoi rappresentanti dando inizio così ad una guerra civile a cui Collins cerca in tutti i modi di opporsi, ma inutilmente. Morirà ucciso nella sua contea di Cork mentre tenta di incontrare il suo ex capo De Valera per porre fine alla guerra.
Il film riprende a questo punto i funerali svolti a suo tempo a Dublino con la partecipazione di 500.000 persone. A latere della storia viene riportata la vicenda amorosa in cui si trovano invischiati due amici innamorati della stessa donna, miss Kiernan, che alla fine, dopo aver scelto Collins, non riuscirà a sposarlo.

## Riconoscimenti
- 1997 - Premio Oscar
  - Candidatura Miglior fotografia a Chris Menges
  - Candidatura Migliore colonna sonora drammatica a Elliot Goldenthal
- 1997 - Golden Globe
  - Candidatura Miglior attore in un film drammatico a Liam Neeson
  - Candidatura Migliore colonna sonora originale a Elliot Goldenthal
- 1997 - Premio BAFTA
  - Candidatura Miglior attore non protagonista a Alan Rickman
  - Candidatura Miglior fotografia a Chris Menges
- 1996 - Chicago Film Critics Association Award
  - Candidatura Miglior attore protagonista a Liam Neeson
  - Candidatura Miglior fotografia a Chris Menges
  - Candidatura Miglior colonna sonora originale a Elliot Goldenthal
- 1996 - Satellite Award
  - Candidatura Miglior colonna sonora originale a Elliot Goldenthal
- 1996 - Festival di Venezia
  - Leone d'oro al miglior film a Neil Jordan
  - Coppa Volpi per la migliore interpretazione maschile a Liam Neeson
- 1996 - Evening Standard British Film Awards
  - Miglior attore protagonista a Liam Neeson
- 1997 - American Society of Cinematographers
  - Candidatura Miglior fotografia a Chris Menges
- 1996 - Los Angeles Film Critics Association Award
  - Miglior fotografia a Chris Menges
  - Candidatura Miglior colonna sonora a Elliot Goldenthal
- 1996 - British Society of Cinematographers
  - Candidatura Miglior fotografia a Chris Menges
- 1997 - National Society of Film Critics Awards
  - Candidatura Miglior fotografia a Chris Menges
- 1997 - Online Film & Television Association
  - Candidatura Miglior attore in un film drammatico a Liam Neeson
  - Candidatura Miglior fotografia a Chris Menges
- 1996 - Online Film & Television Association
  - Candidatura Miglior attore in un film drammatico a Liam Neeson
  - Candidatura Miglior fotografia a Chris Menges
- 1997 - Political Film Society
  - Candidatura Premio per la pace

## Accoglienza
Nonostante i numerosi riconoscimenti ricevuti, gli incassi al botteghino furono deludenti. A fronte di un budget di 25.000.000 di dollari, ne ha incassati a livello mondiale, solamente 11.135.000.